# 木場貞寿
木場 貞寿（こば さだひさ）、1906年2月21日 - 1996年8月14日）は、実業家。

## 略歴
東京帝国大学（現、東京大学）工学部機械工学科卒。父は近代日本教育制度確立に貢献した木場貞長（こばさだたけ）。昭和4年（1929年）三菱商事に入社、昭和8年（1933年）から4年半に亘り、三菱商事ベルリン支社勤務、昭和29年（1954年）7月、米国三菱商事会社取締役副社長に就任、帰国後は三菱商事名古屋支店長、同社取締役機械第3部長、取締役機械輸出部長、取締役機械総合部長、機械本部長等を経て、昭和44年（1969年）には専務取締役。その後、昭和46年（1971年）から三菱事務機械株式会社取締役社長、次いで相談役ののち、昭和56年（1981年）に引退。これらと並行して昭和52年からは株式会社東京国際貿易センター取締役社長を務めた。
趣味も多彩、特にゴルフを得意とし、生涯にホールインワンを4回している。。
妻は、久原房之助の片腕となって小坂鉱山（のち日立鉱山）銅精錬に成功した日本鉱業社長、竹内維彦の長女、董子（まさこ、1906年5月8日－1976年12月12日）。
子供は、長男貞雅、長女淳子。孫に木場澄江がいる。

## 著書
- 藤原鎌足を祖とする『木場家系図』

## 翻訳書
- 1941年 Gerold von Minden ゲロルド・フォン・ミンデン著『大独逸国の経済指導』 木場貞寿訳、五山堂書店、明善社

- 1957年「貿易の第一線で思うこと」木場貞寿訳  文芸春秋社